# Birkózás az 1996. évi nyári olimpiai játékokon
Az 1996. évi nyári olimpiai játékokon a birkózás húsz versenyszámból állt, tíz szabadfogású és tíz kötöttfogású súlycsoportban avattak bajnokot.

## Éremtáblázat
(A táblázatokban a hazai és a magyar csapat eltérő háttérszínnel, az egyes számoszlopok legmagasabb értéke vagy értékei vastagítással kiemelve.)
| Az 1996. évi nyári olimpiai játékok éremtáblázata birkózásban | Az 1996. évi nyári olimpiai játékok éremtáblázata birkózásban | Az 1996. évi nyári olimpiai játékok éremtáblázata birkózásban | Az 1996. évi nyári olimpiai játékok éremtáblázata birkózásban | Az 1996. évi nyári olimpiai játékok éremtáblázata birkózásban | Olimpia  |
| ------------------------------------------------------------- | ------------------------------------------------------------- | ------------------------------------------------------------- | ------------------------------------------------------------- | ------------------------------------------------------------- | -------- |
|                                                               | Ország                                                        | Arany                                                         | Ezüst                                                         | Bronz                                                         | Összesen |
| 1.                                                            | Oroszország (RUS)                                             | 4                                                             | 1                                                             | 2                                                             | 7        |
| 2.                                                            | Egyesült Államok (USA)                                        | 3                                                             | 4                                                             | 1                                                             | 8        |
| 3.                                                            | Lengyelország (POL)                                           | 3                                                             | 1                                                             | 1                                                             | 4        |
| 4.                                                            | Törökország (TUR)                                             | 2                                                             | 0                                                             | 1                                                             | 3        |
| 5.                                                            | Dél-Korea (KOR)                                               | 1                                                             | 3                                                             | 0                                                             | 4        |
| 6.                                                            | Irán (IRI)                                                    | 1                                                             | 1                                                             | 1                                                             | 3        |
| 6.                                                            | Kuba (CUB)                                                    | 1                                                             | 1                                                             | 1                                                             | 3        |
| 8.                                                            | Örményország (ARM)                                            | 1                                                             | 1                                                             | 0                                                             | 2        |
| 9.                                                            | Ukrajna (UKR)                                                 | 1                                                             | 0                                                             | 3                                                             | 4        |
| 10.                                                           | Kazahsztán (KAZ)                                              | 1                                                             | 0                                                             | 1                                                             | 2        |
| 10.                                                           | Észak-Korea (PRK)                                             | 1                                                             | 0                                                             | 1                                                             | 2        |
| 12.                                                           | Bulgária (BUL)                                                | 1                                                             | 0                                                             | 0                                                             | 1        |
|                                                               |                                                               |                                                               |                                                               |                                                               |          |
| 13.                                                           | Fehéroroszország (BLR)                                        | 0                                                             | 3                                                             | 1                                                             | 4        |
| 14.                                                           | Németország (GER)                                             | 0                                                             | 1                                                             | 2                                                             | 3        |
| 15.                                                           | Azerbajdzsán (AZE)                                            | 0                                                             | 1                                                             | 0                                                             | 1        |
| 15.                                                           | Finnország (FIN)                                              | 0                                                             | 1                                                             | 0                                                             | 1        |
| 15.                                                           | Franciaország (FRA)                                           | 0                                                             | 1                                                             | 0                                                             | 1        |
| 15.                                                           | Kanada (CAN)                                                  | 0                                                             | 1                                                             | 0                                                             | 1        |
|                                                               |                                                               |                                                               |                                                               |                                                               |          |
| 19.                                                           | Grúzia (GEO)                                                  | 0                                                             | 0                                                             | 1                                                             | 1        |
| 19.                                                           | Japán (JPN)                                                   | 0                                                             | 0                                                             | 1                                                             | 1        |
| 19.                                                           | Kína (CHN)                                                    | 0                                                             | 0                                                             | 1                                                             | 1        |
| 19.                                                           | Moldova (MDA)                                                 | 0                                                             | 0                                                             | 1                                                             | 1        |
| 19.                                                           | Svédország (SWE)                                              | 0                                                             | 0                                                             | 1                                                             | 1        |
|                                                               |                                                               |                                                               |                                                               |                                                               |          |
| Összesen                                                      | Összesen                                                      | 20                                                            | 20                                                            | 20                                                            | 60       |

## A szabadfogású birkózás érmesei
| Az 1996. évi nyári olimpiai játékok érmesei szabadfogású birkózásban |                                           |                                                    |                                               |
| Versenyszám                                                          | Arany                                     | Ezüst                                              | Bronz                                         |
| papirsúly (48 kg-ig)                                                 | Kim Il · Észak-Korea (PRK)                | Armen Mkrtcsjan · Örményország (ARM)               | Alexis Vila · Kuba (CUB)                      |
| lepkesúly (52 kg-ig)                                                 | Valentin Jordanov · Bulgária (BUL)        | Namiq Abdullayev · Azerbajdzsán (AZE)              | Maulen Mamirov · Kazahsztán (KAZ)             |
| légsúly (57 kg-ig)                                                   | Kendall Cross · Egyesült Államok (USA)    | Giga Sissaouri · Kanada (CAN)                      | Ri Jongszam (Ri Yong-sam) · Észak-Korea (PRK) |
| pehelysúly (62 kg-ig)                                                | Tom Brands · Egyesült Államok (USA)       | Csang Dzseszong (Jang Jae-Seong) · Dél-Korea (KOR) | Elbrusz Tedejev · Ukrajna (UKR)               |
| könnyüsúly (68 kg-ig)                                                | Vagyim Bogijev · Oroszország (RUS)        | Townsend Saunders · Egyesült Államok (USA)         | Zaza Zazirov · Ukrajna (UKR)                  |
| váltósúly (74 kg-ig)                                                 | Buvajszar Szajtyijev · Oroszország (RUS)  | Pak Csangszun (Park Jang-Sun) · Dél-Korea (KOR)    | Óta Takuja · Japán (JPN)                      |
| középsúly (82 kg)                                                    | Hadzsimurat Magomedov · Oroszország (RUS) | Jang Hjongmo (Yang Hyeong-Mo) · Dél-Korea (KOR)    | Amir Reza Kadem · Irán (IRI)                  |
| félnehézsúly (90 kg)                                                 | Rasul Kadem · Irán (IRI)                  | Maharbek Hadarcev · Oroszország (RUS)              | Eldar Kurtanidze · Grúzia (GEO)               |
| nehézsúly (100 kg)                                                   | Kurt Angle · Egyesült Államok (USA)       | Abbas Jadidi · Irán (IRI)                          | Arabat Sawejev · Németország (GER)            |
| (szuper)nehézsúly (130 kg)                                           | Mahmut Demir · Törökország (TUR)          | Aljakszej Mjadzvedzev · Fehéroroszország (BLR)     | Bruce Baumgartner · Egyesült Államok (USA)    |

## A kötöttfogású birkózás érmesei
| Az 1996. évi nyári olimpiai játékok érmesei kötöttfogású birkózásban |                                            |                                             |                                           |
| Versenyszám                                                          | Arany                                      | Ezüst                                       | Bronz                                     |
| papirsúly (48 kg)                                                    | Sim Gvonho (Sim Gwon-Ho) · Dél-Korea (KOR) | Aljakszandr Pavlav · Fehéroroszország (BLR) | Zafar Gulijev · Oroszország (RUS)         |
| lepkesúly (52 kg)                                                    | Armen Nazarjan · Örményország (ARM)        | Brandon Paulson · Egyesült Államok (USA)    | Andrij Kalasnikov · Ukrajna (UKR)         |
| légsúly (57 kg)                                                      | Jurij Melnyicsenko · Kazahsztán (KAZ)      | Dennis Hall · Egyesült Államok (USA)        | Seng Cö-tien (Sheng Zetian) · Kína (CHN)  |
| pehelysúly (62 kg)                                                   | Włodzimierz Zawadzki · Lengyelország (POL) | Juan Marén · Kuba (CUB)                     | Mehmet Akif Pirim · Törökország (TUR)     |
| könnyűsúly (68 kg)                                                   | Ryszard Wolny · Lengyelország (POL)        | Ghani Yalouz · Franciaország (FRA)          | Alekszandr Tretyjakov · Oroszország (RUS) |
| váltósúly (74 kg)                                                    | Filiberto Azcuy · Kuba (CUB)               | Marko Asell · Finnország (FIN)              | Józef Tracz · Lengyelország (POL)         |
| középsúly (82 kg)                                                    | Hamza Yerlikaya · Törökország (TUR)        | Thomas Zander · Németország (GER)           | Valerij Cilenyc · Fehéroroszország (BLR)  |
| félnehézsúly (90 kg)                                                 | Vjacseszlav Olijnik · Ukrajna (UKR)        | Jacek Fafiński · Lengyelország (POL)        | Maik Bullmann · Németország (GER)         |
| nehézsúly (100 kg)                                                   | Andrzej Wroński · Lengyelország (POL)      | Szjarhej Listvan · Fehéroroszország (BLR)   | Mikael Ljungberg · Svédország (SWE)       |
| (szuper)nehézsúly (130 kg)                                           | Alekszandr Karelin · Oroszország (RUS)     | Matt Ghaffari · Egyesült Államok (USA)      | Serghei Mureico · Moldova (MDA)           |